# 시카가역
시카가역(일본어: 鹿賀駅)은 일본 시마네현 고쓰시에 위치한 서일본 여객철도 산코 선의 철도역이다. 단선 승강장 1면 1선의 구조를 갖춘 지상역이었다.

## 이용 현황
| 승차 인원 추이 | 승차 인원 추이 |
| 연도           | 1일 평균       |
| -------------- | -------------- |
| 1999           | 15             |
| 2000           | 17             |
| 2001           | 8              |
| 2002           | 10             |
| 2003           | 11             |
| 2004           | 10             |
| 2005           | 11             |
| 2006           | 12             |
| 2007           | 12             |
| 2008           | 11             |
| 2009           | 9              |
| 2010           | 6              |
| 2011           | 6              |
| 2012           | 6              |
| 2013           | 4              |

## 역 주변
- 국도 제261호선
- 고노 강

## 역사
- 1949년 11월 15일 : 산코 선이 이와미카와고에 역 - 인바라 역 간에 신설 개업.
- 1955년 3월 31일 : 산코미나미 선 개업에 의해, 산코 선이 산코키타 선으로 개칭되어, 이 역도 그 소속으로 함.
- 1975년 8월 31일 : 이 역을 포함한 고쓰 역 - 미요시 역 간이 전체 개통했기 때문에 산코키타 선이 현행 산코 선의 일부로 되어, 이 역도 그 소속으로 함.
- 1987년 4월 1일 : 일본국유철도 분할 민영화에 의해, 서일본 여객철도가 승계.
- 2018년 4월 1일 : 산코 선의 폐선에 따라 역의 영업 업무 종료.

## 인접 역
| 서일본 여객철도 산코 선  | 서일본 여객철도 산코 선 | 서일본 여객철도 산코 선 |
| ------------------------ | ----------------------- | ----------------------- |
| 이와미카와고에 고쓰 방면 | ■ 산코 선               | 인바라 미요시 방면      |